# 甲州道中図屏風
甲州道中図屏風（こうしゅうどうちゅうずびょうぶ）は、江戸時代の屏風絵。甲州道中（甲州街道）の景観・風俗が視覚的に描写された屏風絵で、山梨県指定文化財（平成17年指定）。現在は山梨県立博物館所蔵。

## 屏風の概要
江戸時代には観光目的としての旅が一般に広まり、個人的な旅に関して記録した旅行記・絵図・地図・地誌類が多く成立した。甲州道中の旅を描いた絵地図類には江戸幕府の作成した『甲州道中分間延絵図』（文化3年（1809年）をはじめ、滑稽本の仮名垣魯文『身延参詣甲州道中膝栗毛』（安政4年（1857年））や十返舎一九『身延山道中ノ記 金草鞋』（文政2年（1819年））、旅日記では黒川春村『並山日記』（嘉永3年（1850年））、『津久井日記』、霞江庵翠風『甲州道中記』（慶応2年（1866年））、渋江長伯『官遊紀勝』（文化13年（1816年））などが知られる。『甲州道中図屏風』もこうした旅の大衆化に伴い成立したものであると考えられている。
甲州道中（甲州街道）は近世初頭に幕府の手により整備され、江戸から甲府を経て信濃下諏訪（長野県諏訪郡下諏訪町）で中山道と合流し、38の宿場が設置された。江戸期には甲州道中を通じて多くの文人が通行し、旅日記などを残している。
屏風は六曲一隻で寸法は縦176.0センチメートル、横368.0センチメートル。着色。作者・年記は不詳で関連資料も皆無であるが、作成年代に関しては後述の理由から、幕末期の嘉永4年（1851年）から慶応3年（1867年）の期間に推測されている。
双方の縁に後筆で「身延詣図右」「身延詣図左」と記されており、これに従い左右を区別すると、右隻に27場面、左隻に21場面が描かれている。各絵の寸法は、横幅がそれぞれ異なるが、縦は27センチメートルで共通しており、本来は巻子状であったものが屏風に仕立てられてものと考えられている。また、各絵は付箋が存在するが図のみで場所の特定が困難なものも見られ、本来的には詞が存在していたものと考えられている。
絵画的には、江戸後期の土佐派の影響が指摘されている。

## 描かれた場所の比定
本屏風には江戸から甲州道中を経て甲府へ至り、富士川沿いに下り身延山を経て駿河国へ向かい、さらに東海道を経て江戸へ戻る道中の名所・旧跡が描かれており、おおむね富士山を中心に反時計回りの旅程となっている。
髙橋は屏風中の各絵について右隻最上段右側を1とし、左に向かって合番を付与して最下段左側を27、左隻も同様に最上段右側を28、最下段右側を48として場所の比定を行っている。
1. 府中辺りから日野宿を望んだ図（付箋には「金毘羅山、高尾山、日野宿、立川、日野川、立川立切」）
2. 稲荷社（付箋には「稲荷社」）
3. 高尾山麓（付箋には「小仏峠、金比羅山、高尾山、河原宿、駒木野宿」）
4. 駒木野関所（付箋には「本道、高尾道」）
5. 高尾山頂（付箋には「上総道々、品川沖、日野川、江戸、駒木野宿、駒木野関、金比羅社、金毘羅山」）
6. 小仏峠（付箋には「上総山々、小仏峠、品川沖、江戸、日野川」）
7. 与瀬から吉野（現在の相模湖北岸、付箋には「寄瀬宿、数瀬ノ渡シ、橋沢ノ湯、赤坂之場、吉野宿」）
8. 弁天滝か
9. 金亀岩（小猿橋付近、付箋には「きゞ岩」）
10. 一里塚
11. 諏訪口留番所
12. 黒野田付近か
13. 座頭ころがし
14. 一里塚か
15. 上野原付近の桂川
16. 鶴川の渡し
17. 岩殿城跡（付箋には「桂川、井戸、池馬場、大手跡」）
18. 大月橋
19. 笹子峠（付箋には「笹子峠、七まかり」）
20. 矢立の杉
21. 笹子峠から甲府方面に下る辺（付箋には「地蔵尊」）
22. 駒飼石
23. 鶴瀬口留番所
24. 大椚　濁池（付箋には「弁天社」）
25. 石和宿辺（付箋には「本妙寺、八幡社、石和宿、笛吹川、時忠墓」）
26. 高尾山頂（付箋には「金毘羅山」）
27. 昇仙峡か
28. 湯村（付箋には「湯島ノ湯、塩の池、塩硝蔵、かんな塚」）
29. 昇仙峡近辺・甲府城下を望む図（付箋には「富士川、白山、荒川、甲府、裏富士、大善寺、古城）
30. 題目塔
31. 身延山久遠寺
32. 懸腰寺（付箋には「問答石」）
33. 鰍沢口留番所（付箋には「富士川」）
34. 屏風岩（付箋には「富士川」）
35. 早川・富士川合流地点の渡付近
36. 不詳
37. 波木井川（付箋には「身延波木井分かれ路、波木井村、身延山裏、波木井川、富士川」）
38. 身延山（付箋には「身延川、身延惣門、一本橋」）
39. 身延山
40. 猿橋（「付箋には「猿橋ノ碑」）
41. 題目塔
42. 万沢口留番所
43. 不詳
44. 武田氏館跡から積翠寺方面を望む図（付箋には「古城、一ノ森、ニノ森、三ノ森」）
45. 駿河方面から富士を望む図（付箋には「足高山、松の台、宝永山」）
46. 岩淵河岸付近から富士を望む図（付箋には「岩淵渡シ、沼津沖、足高山、富士川、宝永山、真相寺、きじま」）
47. 三島方面から富士を望む図
48. 芦ノ湖畔の賽の河原から富士を望む図（付箋には「権現社華表、富士、湖水、さゐの河原」）

## 描かれた旅程
『甲州道中図屏風』は本来の巻子であったときに各絵は旅程順に配列されていたと見られるが、屏風絵に仕立て直される課程で各絵を機械的に配置したと見られている。そのため現状では一部地理的錯綜を含んでいるが、おおむね甲州街道における旅程順に配置されている。
すなわち江戸から高尾山参詣を経て甲府城下へ至る。高尾山の情景は複数の絵に描かれており、本屏風の旅における目的のひとつは高尾山参詣であると見られている。甲府では武田氏館跡（躑躅ヶ崎館）、湯村・昇仙峡に立ち寄り、再び甲府へ戻る。さらに懸腰寺に立ち寄り鰍沢の口留番所に至り、身延山参詣を行う。さらに万沢口留番所を経て駿河へ至り、東海道を進み岩淵河岸を経て、芦ノ湖までの旅程が想定される。なお、屏風絵における旅程は芦ノ湖で終わっているが、最終的には江戸へ帰ったとみられる。
当時、江戸から甲府までは三泊四日の日程で、一泊目は高尾山手前の府中・横山付近であることが通例であった。『甲州道中図屏風』では5「高尾山頂」で早朝の太陽が描かれ、本屏風の旅における一泊目は高尾山頂であったと見られている。二泊目は一泊目が府中泊の場合は与瀬、横山泊の場合は上野原あるいは犬目が標準的であったが、屏風絵では12「黒野田付近か」、15「上野原付近の桂川」において夜景が描かれており、15「上野原付近の桂川」では桂川筋において行われていた鵜飼漁が描かれていることから、二泊目は上野原付近であったと見られている。三泊目は甲州街道の難所である笹子峠を控えており、その手前である花咲もしくは黒野田付近での宿泊が一般的であり、三泊目の光景とみられる12「黒野田付近か」では描かれている宿場の規模から黒野田宿であると考えられている

## 年代の推定・旅の時期

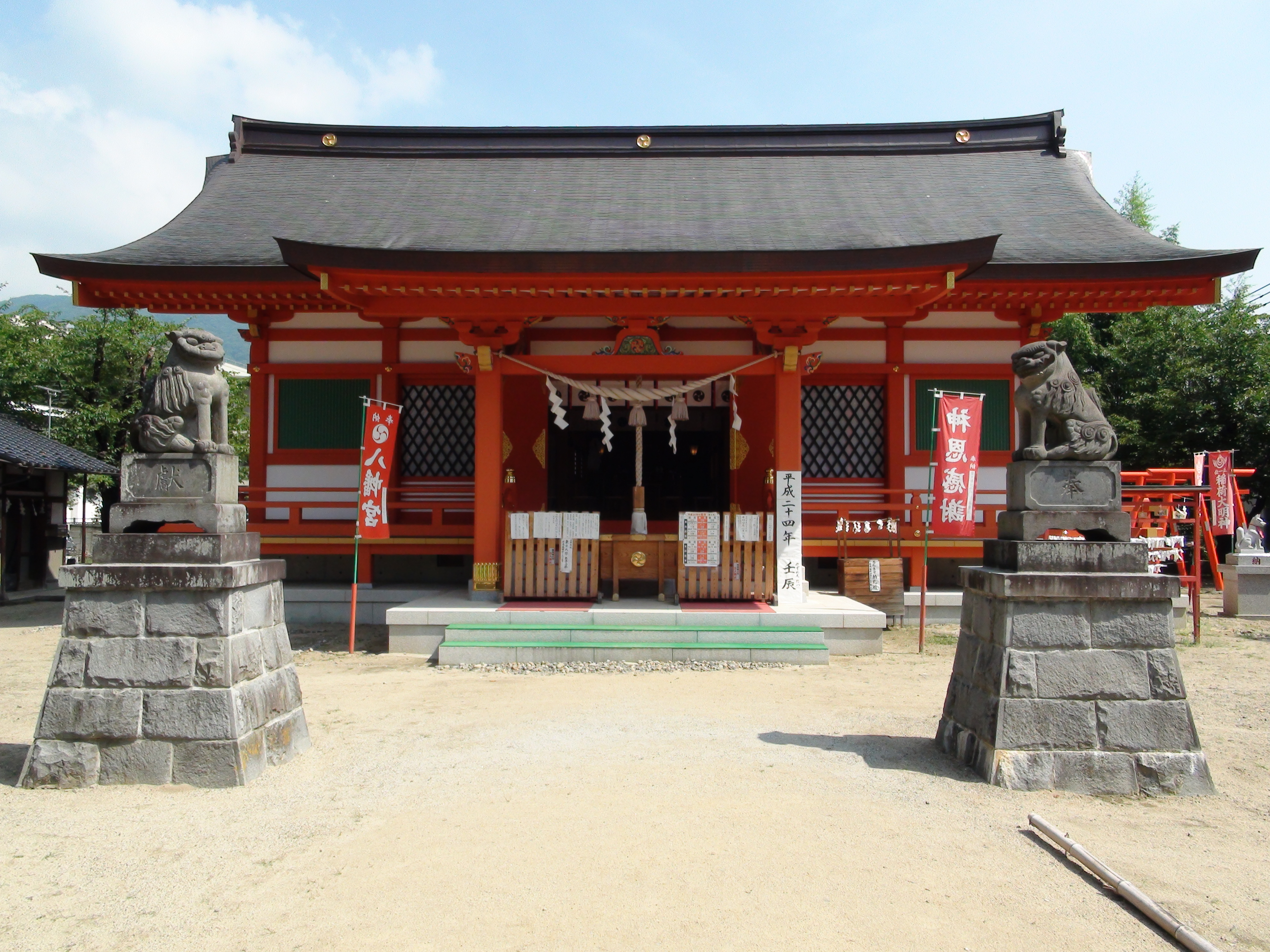
石和八幡宮

甲州道中図屏風に描かれた身延山久遠寺は、文政7年（1824年）の大火で本堂・祖師堂・位牌堂が焼失し、嘉永4年（1851年）に三堂の再建工事が終了した。再建前の三堂はいずれも唐破風向拝であったが、再建後は唐破風・流れ破風が混在した様式となっている。屏風絵における三堂は揃っているが再建後の唐破風・流れ破風が混在した様子で描かれており、このことから屏風絵の作成時期は嘉永4年（1851年）から明治維新を迎える慶応3年（1867年）の期間に推定されている。なお、本資料が屏風絵に表具された時期は、後述の裏貼資料の発見から明治30 - 40年代に推定されている。
また、25「石和宿辺」で8月10日から16日まで行われている石和八幡宮（笛吹市石和町市部）の年内大祭の様子が描かれており、同図の左側には、8月19日に祭礼が行われる甲府市和戸付近の道祖神が描かれている。これらの事実から、旅の時期は8月中旬で甲府に至ったのは8月下旬、身延から駿河を経て江戸へ帰った全旅程は9月初旬から中旬であると考えられている。

## 作者の推定・旅の目的

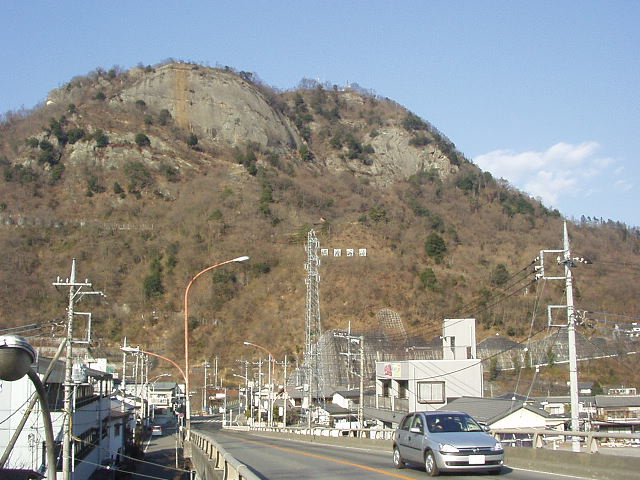
岩殿山城

甲州道中図屏風においては、随所に二人連れの武士が登場しており、屏風絵の作者であるとも考えられている。本屏風絵に描かれる人物の大半は武士で農民・町民が登場していないことが指摘され、旅程が農繁期である8月から9月に想定されていることからも、作者は武士であると考えられている。一行は身延山参詣の頃から同伴者が増え、芦ノ湖畔では四人の人物が描かれている。
屏風絵の作者と思われる武士の属する家中は不明。甲斐国ゆかりの武士による甲州紀行では、文政13年（1830年）の武田勝頼250遠忌に武田遺臣である土浦藩主・土屋氏家臣の吉田兼信が甲斐を旅して『甲駿道中之記』を記録している事例がある。髙橋修は屏風絵の作者が甲斐国を統治した柳沢氏の家中の人物である可能性を検討しつつ、柳沢氏発祥の地である北巨摩郡を旅していないことを指摘している。
一方、旅の目的については、屏風絵では戦国時代の甲斐武田氏に関する史跡が多く登場することが指摘される。郡内では岩殿山（大月市賑岡町岩殿）をめぐり、「井戸」「池」「馬場」「大手跡」など各種遺構の所在地を正確に記録していることが指摘され、城跡を歩いていると考えられている。「濁池」は上野原市大椚の長峰砦跡に所在し、『風流使者記』によれば武田家臣・加藤景忠（丹後守）の砦跡とされる。国中では武田氏館跡（甲府市古府中町）を巡り、甲府城下図で記載されている例の少ない「一ノ森」「ニノ森」「三ノ森」などを記載している。これらの事実から、屏風絵の作者は武田家に関する史跡に興味を持ち、現地に詳しい人物の案内を得て旅を行っていたと考えられている。
また、身延山久遠寺をはじめ題目塔や石和鵜飼に関する石和宿など、日蓮伝承に関わる旧跡も多く巡っている点も特色とされ、作者は日蓮宗に帰依した人物であったとも見られる。

## 甲州道中図屏風に描かれた甲州道中の名所
甲州道中屏風では旅行者が確実に現地を旅して描いたとみられる風景が描かれている。24「大椚 濁池（おおくぬぎ にごりいけ）」は、付箋には「弁天社」とのみ記されているが、松林が池の周囲を取り囲んだ図像は『甲斐国志』や『官遊紀勝』『五海道細見独案内』に記される甲斐の名所「大椚の濁池」であることが指摘される。大椚の濁池は現存していないが、『国志』に拠れば鉄気を含んだ黒水で水面に落葉が浮かんでいたとされ、屏風絵でも同様の図像が描かれている。
屏風絵ではこの他にも著名な甲州道中・甲斐の名所が数多く描かれているが、近代の開発により消滅してしまった名所も含まれている。7「与瀬から吉野」8「弁天池か」9「金亀石」は1947年に相模湖（相模ダム）が造成されたことにより湖底に埋没している。22「駒飼石」は聖徳太子伝承に関わる史跡であったが、水害により消失したという。25「時忠墓」も水害により消滅している。時忠墓は平家一族である平時忠の墓所とされる史跡で、江戸時代には時忠と石和鵜飼をからめ、時忠の霊を鎮めたのが日蓮であるとする伝承が伝えられている。また、15「上野原付近の桂川」では桂川における鵜飼が描かれているが、桂川における鵜飼も近代に途絶している。
甲斐国における鵜飼は江戸時代（19世紀）の『甲斐名所寿古六』に記される「忘川」（荒川か）における鵜飼や石和鵜飼が知られる。「忘川」における鵜飼は全国の鵜飼で一般的な漁師が船へ乗り込み鵜飼を行う「船鵜飼」であるのに対し、石和鵜飼や『甲州道中図屏風』に描かれる桂川における鵜飼は漁師が直接川へ入り鵜飼を行う「徒歩鵜飼」として知られ、類例の少ない。桂川における鵜飼はその後途絶してしまっているため、『甲州道中図屏風』は失われた景観や生業を知る資料としても重要視されている。

## 地元民との関わり・出版物の影響

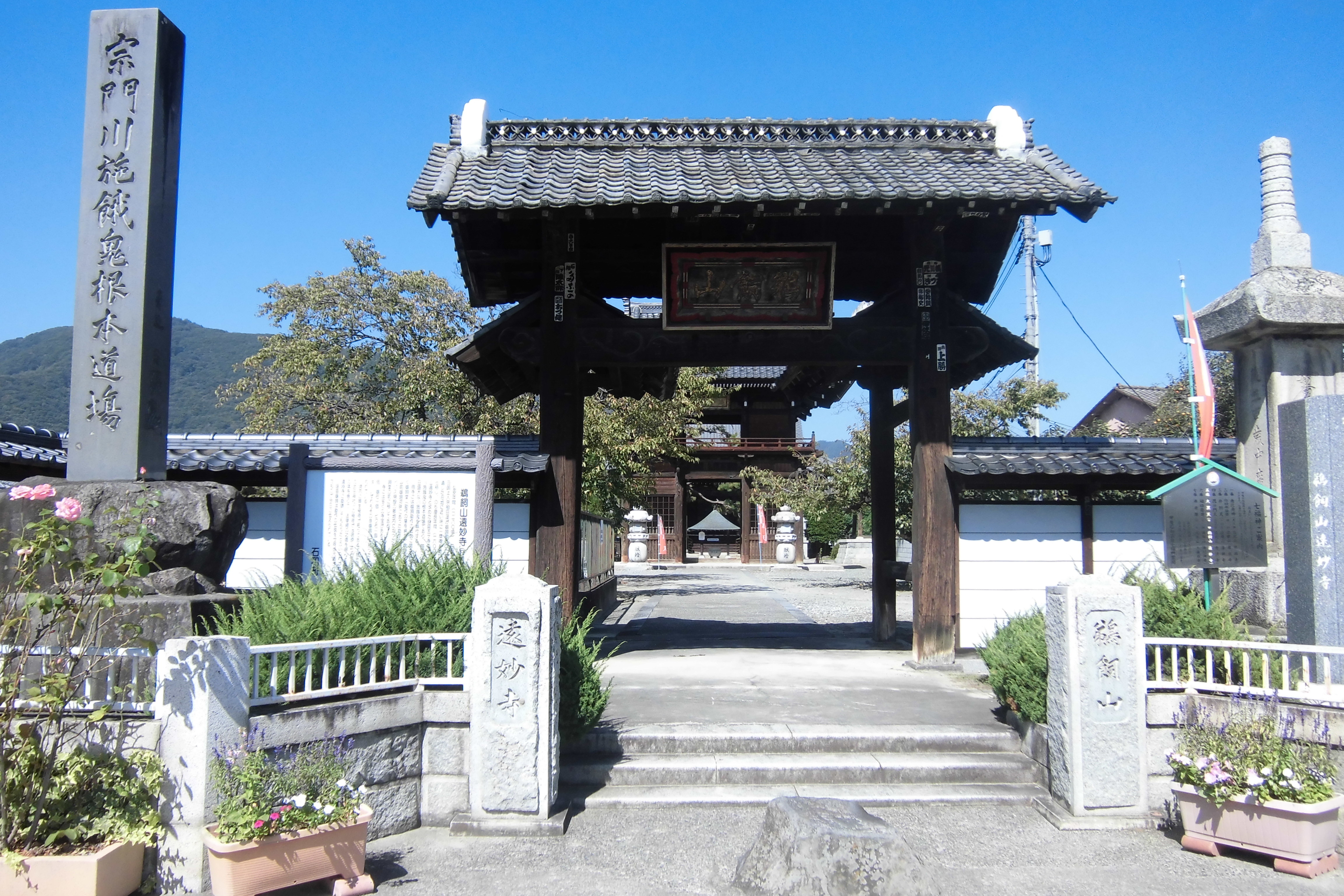
鵜飼山遠妙寺

また、旅において地元民との交流があったとも見られている。17「岩殿城跡」では付箋に「井戸」「池 馬場」「大手跡」など岩殿城の各遺構の所在が記されている。江戸期の道中案内記では城跡の遺構まで詳細に記されてはおらず、街道沿いから城跡を眺めるだけでなく実際に現地に立ち寄り、地元民に案内され遺構の所在を確認していたと見られている。
また、屏風では地元民の耳から聞き取った音声情報が反映されていると見られる箇所や誤記も見られ、9「金亀岩」は『新編相模国風土記稿』では「キンキ岩」と読みが記されているが、屏風絵の付箋では「きゞ岩」と記されている。同様に25「石和宿辺」では、笛吹市石和町市部に所在する日蓮宗寺院・遠妙寺（おんみょうじ）の付箋には「本妙寺（ほんみょうじ）」と記され、甲府の「大泉寺（だいせんじ）」には「大善寺（だいぜんじ）」、駿河の「実相寺（じっそうじ）」には「真相寺（しんそうじ）」記されている。
屏風絵ではこうした地元民との交流から得られた情報を取り入れていたと見られるのに対し、当時数多く出版されていた道中案内記・絵図類を参照し事前に旅の情報を得ていたとも見られ、屏風絵に描かれた各絵の場所は文政2年（1819年）出版の十返舎一九『身延山道中ノ記 金草鞋』や甲斐国絵図、『五海道中細見独案内』などの道中案内記・絵地図と共通するものが多い。
また、鰍沢から身延山に至る経路は当時、快速性に優れていた富士川舟運が発達していたが、旅の作者はこれを利用せずに陸路を経ている。『身延山道中ノ記 金草鞋』では急流で難所の多かった富士川水運の危険性を記しており、旅の作者は事前にこうした情報を得て陸路を選択していた可能性が考えられている。

## 裏貼資料の発見
2007年（平成19年度）に本屏風は文化財修復の専門工房で修理が行われ、その課程で裏貼資料の存在が判明した。裏貼資料は屏風の裏に同一種類の帳簿が解体された状態で重なりあって貼り合わされている。帳簿は竪型で、紙の真ん中を中心に二つ折りで袋とじにされており、中心線を基準に半丁ごとに切断され、判読し得る分に限れば59枚分が確認されている。うち、7枚（14頁分）が表裏ニ頁分が完全な状態で残されている。
裏貼資料は近代期の遊女屋（借座敷）に関する資料と判断され、「室ノ番号」「登楼日時」「退出日時」「娼妓名」「遣払金高」「止宿所」「住所」「氏名」の各項目が青色インクの一覧表として印刷され、警察の担当者のものと思われる検印も捺されている。近代期の遊女屋においては治安維持の観点から遊客人名簿の作製と5年間の保管が義務付けられており、当資料は警察が遊客を把握するために作製され、保存期間を過ぎ廃棄された後に古紙業者を介して屏風の裏貼に転用されたものであると考えられている。
当資料は記されている遊客人の住所や船名の記載から横浜市中心部の港湾近くにあった遊女屋の遊客人名簿であると推定され、記載された地名の分析 や船舶の活動期間 から、当資料は明治30年から明治40年にかけて作製されたものであると考えられている。また、この推定期間に横浜において営業を許可されている遊郭は真金町・永楽町の2町に絞りこまれる。
近代期の遊客人名簿は保存期間を過ぎれば廃棄され、その性格から公にされる機会が少なく戦災などで焼失している例も多いことから歴史史料として貴重であり、当資料も近代期の横浜遊郭の実態を知る史料として活用されている。
また、裏貼資料の年代分析と来歴から、甲州道中図屏風は明治30年から40年代に横浜近辺において表具され、本来の巻子状であった屏風絵を所蔵していた人物も横浜近辺に居住していた可能性も考えられている。